# Lepidodexia diversipes
Lepidodexia diversipes är en tvåvingeart som först beskrevs av Daniel William Coquillett 1900.  Lepidodexia diversipes ingår i släktet Lepidodexia och familjen köttflugor.
Artens utbredningsområde är Puerto Rico. Inga underarter finns listade i Catalogue of Life.